# Качинський скарб

Качинський скарб. З фондів Волинського краєзнавчого музею

Качинський скарб — один з найбільших скарбів кінця римського часу (початок V століття), знайдений на території Правобережної України. Знайдений 1961 року у селі Качин Камінь-Каширського району Волинської області.

## Короткий опис
Скарб зберігався у глиняному горщику. У ньому було виявлено велику кількість унікальних жіночих прикрас із срібла та металевих елементів кінського лаштунку. За оцінками археологів, ці вироби було створено майстрами рейнських або північногалльських майстерень у традиціях східного провінційного ремесла або римськими ремісниками.
Скарб є важливим свідченням про активну міжнародну торгівлю у Волинському краї у часи пізньої античності.

## Джерело
- Д.Н. Козак. Качинський скарб [Архівовано 24 Вересня 2015 у Wayback Machine.] Енциклопедія історії України. — К. : Наукова думка, 2005. — Т. 3 : Е — Й. — 672 с. - 528 с.: іл., с. 157.